# Bart Layton
Bart Layton est un réalisateur britannique.

## Filmographie
- 2012 : The Imposter
- 2018 : American Animals
- 2026 : Crime 101

## Récompenses et distinctions
- (en) Bart Layton: Awards, sur l'Internet Movie Database